# Halifax (Vermont)
Halifax ist eine Town im Windham County des Bundesstaates Vermont in den Vereinigten Staaten mit 771 Einwohnern (laut Volkszählung von 2020).

## Geografie

### Geografische Lage
Halifax liegt im Süden des Windham Countys, an der Grenze zu Massachusetts, zwischen den Ausläufern des Nordwestrandes der Appalachen und dem Südrand der Green Mountains. Mehrere kleinere Bäche fließen durch das Gebiet der Town. Die größten sind der North River und der Green River. Sie münden alle im Connecticut River. Höchste Erhebung ist der 615 m hohe Jolly Mountain.

### Nachbargemeinden
Alle Entfernungen sind als Luftlinien zwischen den offiziellen Koordinaten der Orte aus der Volkszählung 2010 angegeben.
- Norden: Marlboro, 9,5 km
- Nordosten: Brattleboro, 18,5 km
- Osten: Vernon, 20,5 km
- Süden: Shelburne Falls, 20,5 km
- Westen: Whitingham, 7,0 km
- Nordwesten: Wilmington, 12,5 km

### Klima
Die mittlere Durchschnittstemperatur in Halifax liegt zwischen −7 °C (19 °Fahrenheit) im Januar und 20,5 °C (69 °Fahrenheit) im Juli. Die Schneefälle zwischen Oktober und Mai bei einem Spitzenwert im Januar von 40 cm (16 inch) liegen mit rund zwei Metern etwa doppelt so hoch wie die mittlere Schneehöhe in den USA. Die tägliche Sonnenscheindauer liegt am unteren Rand des Wertespektrums der USA.

## Geschichte
Halifax ist eine der ältesten Gründungen auf dem Gebiet des heutigen Vermont. Im Gegensatz zu vielen anderen Towns, die Benning Wentworth im New Hampshire Grants von 1750 ausrief wurde sie rasch, nämlich ab 1761, besiedelt und war zwischen 1791 und 1830 die Town mit der größten Bevölkerungszahl in Vermont. Organisiert wurde die Town um 1770.
Begünstigt durch die gute Wasserführung des North und des Green Rivers konnten mehrere Mühlen errichtet werden.
Seit einem Maximum von 1600 Einwohnern im Jahr 1800 nahm die Bevölkerungszahl aber kontinuierlich ab, bis sie 1960 ihr Minimum von nur noch 268 Einwohnern aufwies. Seither stieg die Zahl kontinuierlich auf die heutige Höhe an.

### Religionen
In Halifax gründeten sich Gemeinden der Kongregationalen Kirche und der Baptisten. Eine Kongregationale Kirche wurde im Jahr 1782 und eine Babtistische Kirche im Jahr 1804 errichtet.

### Einwohnerentwicklung
| Volkszählungsergebnisse – Town of Halifax, Vermont | Volkszählungsergebnisse – Town of Halifax, Vermont | Volkszählungsergebnisse – Town of Halifax, Vermont | Volkszählungsergebnisse – Town of Halifax, Vermont | Volkszählungsergebnisse – Town of Halifax, Vermont | Volkszählungsergebnisse – Town of Halifax, Vermont | Volkszählungsergebnisse – Town of Halifax, Vermont | Volkszählungsergebnisse – Town of Halifax, Vermont | Volkszählungsergebnisse – Town of Halifax, Vermont | Volkszählungsergebnisse – Town of Halifax, Vermont | Volkszählungsergebnisse – Town of Halifax, Vermont |
| Jahr                                               | 1700                                               | 1710                                               | 1720                                               | 1730                                               | 1740                                               | 1750                                               | 1760                                               | 1770                                               | 1780                                               | 1790                                               |
| -------------------------------------------------- | -------------------------------------------------- | -------------------------------------------------- | -------------------------------------------------- | -------------------------------------------------- | -------------------------------------------------- | -------------------------------------------------- | -------------------------------------------------- | -------------------------------------------------- | -------------------------------------------------- | -------------------------------------------------- |
| Einwohner                                          |                                                    |                                                    |                                                    |                                                    |                                                    |                                                    |                                                    |                                                    |                                                    | 1.309                                              |
| Jahr                                               | 1800                                               | 1810                                               | 1820                                               | 1830                                               | 1840                                               | 1850                                               | 1860                                               | 1870                                               | 1880                                               | 1890                                               |
| Einwohner                                          | 1.600                                              | 1.758                                              | 1.567                                              | 1.562                                              | 1.399                                              | 1.133                                              | 1.126                                              | 1.029                                              | 852                                                | 702                                                |
| Jahr                                               | 1900                                               | 1910                                               | 1920                                               | 1930                                               | 1940                                               | 1950                                               | 1960                                               | 1970                                               | 1980                                               | 1990                                               |
| Einwohner                                          | 662                                                | 635                                                | 504                                                | 390                                                | 353                                                | 343                                                | 268                                                | 295                                                | 488                                                | 588                                                |
| Jahr                                               | 2000                                               | 2010                                               | 2020                                               | 2030                                               | 2040                                               | 2050                                               | 2060                                               | 2070                                               | 2080                                               | 2090                                               |
| Einwohner                                          | 782                                                | 720                                                | 771                                                |                                                    |                                                    |                                                    |                                                    |                                                    |                                                    |                                                    |

## Wirtschaft und Infrastruktur

### Verkehr
Die Vermont State Route 112 führt in Westsüdlicher Richtung durch die Town von Wilmington im Nordwesten nach Colrain im Süden. Die nächste Amtrak Station befindet sich in Brattleboro.

### Öffentliche Einrichtungen
In Halifax gibt es kein eigenes Krankenhaus. Das nächstgelegene Krankenhaus ist das Brattleboro Memorial Hospital in Brattleboro.

### Bildung
Halifax gehört zur Windham Southwest Supervisory Union. In Halifax befindet sich die Halifax Elementary School. Sie bietet Schulbildung vom Kindergarten bis zum Abschluss der achten Klasse.
In Halifax gibt es keine eigene Bücherei. Die nächstgelegene ist die Guilford Free Library an der Guilford Center Road in Guilford.

## Persönlichkeiten

### Söhne und Töchter der Stadt
- Almira Edson (1803–1886), Künstlerin
- Elisha Graves Otis (1811–1861), Erfinder der Absturzsicherung bei Fahrstühlen
- Norton P. Otis (1840–1905), Politiker
- Russell J. Waters (1843–1911), Politiker